# Hakiulus amophor
Hakiulus amophor är en mångfotingart som beskrevs av Chamberlin 1940. Hakiulus amophor ingår i släktet Hakiulus och familjen Parajulidae. Inga underarter finns listade i Catalogue of Life.